# Bukovica, Renče-Vogrsko
Bukovica este o localitate din comuna Renče - Vogrsko, Slovenia, cu o populație de 510 locuitori.